# Mantua (Utah)
Mantua é uma cidade  localizada no estado norte-americano de Utah, no Condado de Box Elder.

## Demografia
Segundo o censo norte-americano de 2000, a sua população era de 791 habitantes.
Em 2006, foi estimada uma população de 769, um decréscimo de 22 (-2.8%).

## Geografia
De acordo com o United States Census Bureau tem uma área de
14,5 km², dos quais 12,6 km² cobertos por terra e 1,9 km² cobertos por água.

## Localidades na vizinhança
O diagrama seguinte representa as localidades num raio de 16 km ao redor de Mantua.